# 王超 (北魏)
王超，字和善，北魏官员，自称太原郡晋阳县（今山西省太原市）人。王谌之孙，王翔之子。
王超官至奉朝请、并州治中，袭上党侯。王超喜爱名人，轻财重义。性情豪华，能自己保养调护，每次进餐一定要穷尽山珍海味。年三十四岁去世。其子王景览，袭上党侯。武定年间，官至卫将军、右光禄大夫。北齐受禅，依例降爵。王景览弟王景招，官至开府集曹参军。